# Vincent Candela
Vincent Candela, född den 24 oktober 1973, är en fransk före detta professionell fotbollsspelare kanske mest känd för sina år i italienska Serie A-laget AS Roma mellan 1997 och 2005 där han spelade 210 av sina 381 ligamatcher under karriären. Candela spelade 40 landskamper för Frankrike och gjorde fem mål, han var med i de franska landslag som vann VM 1998 och EM 2000. Dock gjorde han bara ett framträdande under VM 1998 och två under EM 2000, mycket på grund av att han konkurrerade med Bixente Lizarazu om platsen som vänsterback i landslaget. Han medverkade utöver dessa två turneringar även vid VM 2002 och OS 1996. Efter segern i VM-turneringen 1998 tilldelades samtliga spelare och tränare i det franska landslaget, inklusive Candela, Hederslegionen. Candela drog sig tillbaka från spelarkarriären 2007.